# أنطونيو طيخيرو مولينا
أنطونيو طيخيرو مولينا (بالإسبانية: Antonio Tejero Molina)‏ (ولد بملقة، في 30 أبريل 1932) هو عميد (teniente coronel) سابق في الحرس المدني الإسباني. كان من بين الرؤوس المدبرة لانقلاب 23 فبراير 1981، الفاشل، بتسييره لعملية اقتحام البرلمان الإسباني، حيث احتجز النواب الحاضرين كرهائن.

## مساره المهني قبل 1981
انخرط أنطونيو طيخيرو في الحرس المدني سنة 1951. تميز مساره المهني بتعرضه لمجموعة من العقوبات الإدارية نظرا لآرائه السياسية. فقد أجبر، في 1977، على الانتقال من مقاطعة غيبوثكوا، حيث كان مسؤولا جهويا للحرس المدني، بعد تصريحاته المعارضة لترسيم علم إقليم الباسك (إيكورينيا).

بعد انتقاله لملقة، تم توقيفه عن العمل لمدة شهر، بسبب منعه مظاهرة للشيوعيين، مرخص لها، كانت تطالب بالترخيص للمنظمات الشبيبية وبتعديل سن الرشد القانوني إلى 18 سنة.

تم تنقيله إلى مدريد، هناك سيرسل طيخيرو، في 1978، رسالة مفتوحة إلى الملك خوان كارلوس الأول، عبر جريدة إليمبارثيال El Imparcial، ينتقد فيها دستور 1978. سيترتب عن هذه المبادرة، إعفاؤه من الخدمة في الحرس المدني. 

في نونبر 1978، سيعتقل لارتباط اسمه بالمحاولة الانقلابة الفاشلة المعروفة باسم «عملية غالاكسيا» Operación Galaxia ، التي كانت تهدف إلى إجهاض مسلسل الانتقال الديمقراطي، وسينطق في حقه حكم بالسجن لسبعة أشهر.

## دوره في انقلاب 1981
في فبراير 1981، كان طيخيرو مولينا معينا في مصالح الحرس المدني المسؤولة عن الأمن الطرقي. في 23 فبراير 1981، قام، رفقة مجموعة مسلحة من عناصر الحرس المدني، باقتحام مبنى البرلمان الإسباني، واحتجاز وزراء ونواب، في مشهد تم توثيقه بصريا، بحكم النقل التلفزي للجلسة البرلمانية. لم تكن مرتبة مولينا الأهم من بين مدبري الانقلاب، رغم ذلك يعتبر أيقونة هذا الحدث في المخيال السياسي الإسباني، بحكم النقل التلفزي للعملية.

بعد تأكده من فشل المحاولة الانقلابية، التي لم تحقق إجماع قيادات الجيش العليا حولها، سيستسلم طيخيرو في ظهيرة يوم 24 فبراير الموالي.

## المحاكمة وحياته بعد مرحلة السجن
في 3 يونيو 1982، سيحكم على مولينا بالسجن لمدة 30 سنة والإعفاء النهائي من الخدمة العسكرية. في يونيو 1993، سيرفض مدير السجن العسكري لألكالا دي إيناريس، طلب الاستفادة من الدرجة السجنية الثالثة الذي تقدم به طيخيرو. لن تلبث المحكمة العسكرية العليا، في شتنبر 1993، أن تقبل الطعن في قرار رفض الدرجة الثالثة، وتمتع مولينا بهذا الحق.

في 1996، سيستفيد مولينا من درجة السراح المشروط، ليغادر السجن بصفة نهائية، بعد تجاوزه نصف مدة المحكومية، ليعيش بين مدينتي ملقة ومليلية.

خلال فترة السجن، سيهتم مولينا بهوايات الزراعة والكتابة والرسم، الذي احترفه بعد نهاية مرحلة السجن، حيث تتجاوز أثمنة لوحاته 2400 أورو.

في 2006، سينشر رسالة مفتوحة في جريدة مليلية اليوم Melilla hoy، يطالب فيها بإجراء استفتاء عام حول القانون الخاص للمنطقة الذاتية الحكم لكاتالونيا، موجها فيها نقده للنزعة الانفصالية ويطالب فيها الملك بحماية الوحدة الوطنية.

## روابط خارجية
- أنطونيو طيخيرو مولينا على موقع IMDb (الإنجليزية)
- أنطونيو طيخيرو مولينا على موقع الموسوعة البريطانية (الإنجليزية)